# مارلین ملتزر
مارلین ملتزر (انگلیسی: Marlyn Meltzer؛ ۱۹۲۲–۴ دسامبر ۲۰۰۸) یک ریاضی‌دان و مهندس اهل ایالات متحده آمریکا و یکی از شش برنامه‌نویس اصلی انیاک، نخستین رایانه دیجیتالی الکترونیکی برای اهداف عمومی بود.